# Raivis Vidzis
Raivis Vidzis, pseudonim Zwierzak (ur. 22 marca 1976 w Ogre) – łotewski trójboista siłowy, strongman oraz zawodnik mieszanych sztuk walki (MMA).
Jeden z najlepszych łotewskich siłaczy. Wielokrotny zdobywca tytułu Najsilniejszego Człowieka na Łotwie. Drużynowy Drugi Wicemistrz Świata Par Strongman 2005.

## Życiorys
Raivis Vidzis wziął udział cztery razy w indywidualnych Mistrzostwach Świata Strongman, w latach 2005, 2006, 2007 i 2008. W Mistrzostwach Świata Strongman 2006 został dziewiątym najsilniejszym człowiekiem świata. W Mistrzostwach Świata Strongman 2005, Mistrzostwach Świata Strongman 2007 i Mistrzostwach Świata Strongman 2008 nie zakwalifikował się do finałów.
Jest zrzeszony w federacji WSMC.
Raivis Vidzis jest kawalerem i mieszka w Rydze.
Wymiary:
- wzrost 183 cm
- waga 130 - 136 kg
- biceps 50 cm
- klatka piersiowa 138 cm

Rekordy życiowe:
- przysiad 330 kg
- wyciskanie 225 kg
- martwy ciąg 380 kg

## Osiągnięcia strongman
- 2000

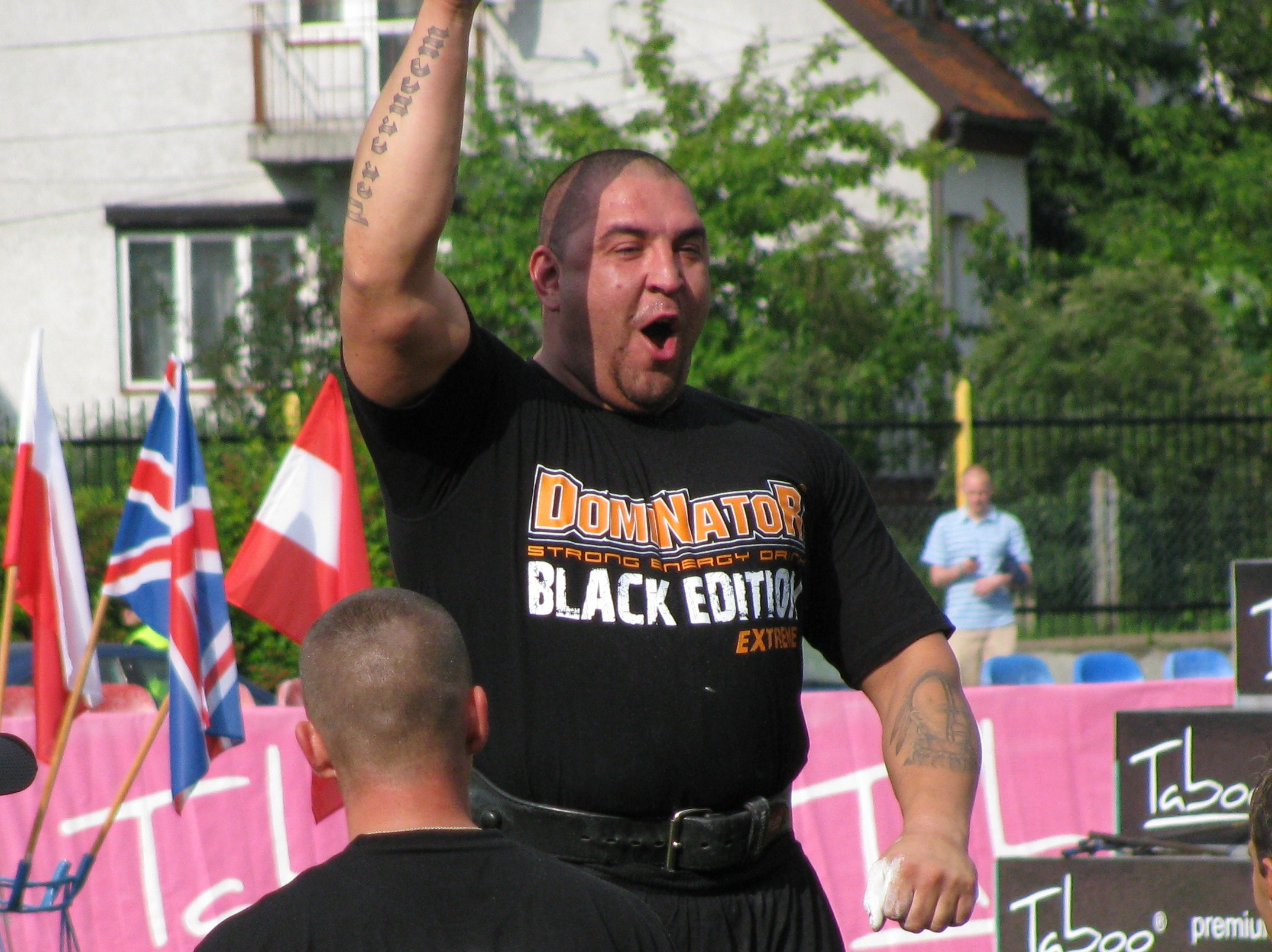
Raivis Vidzis, 2009

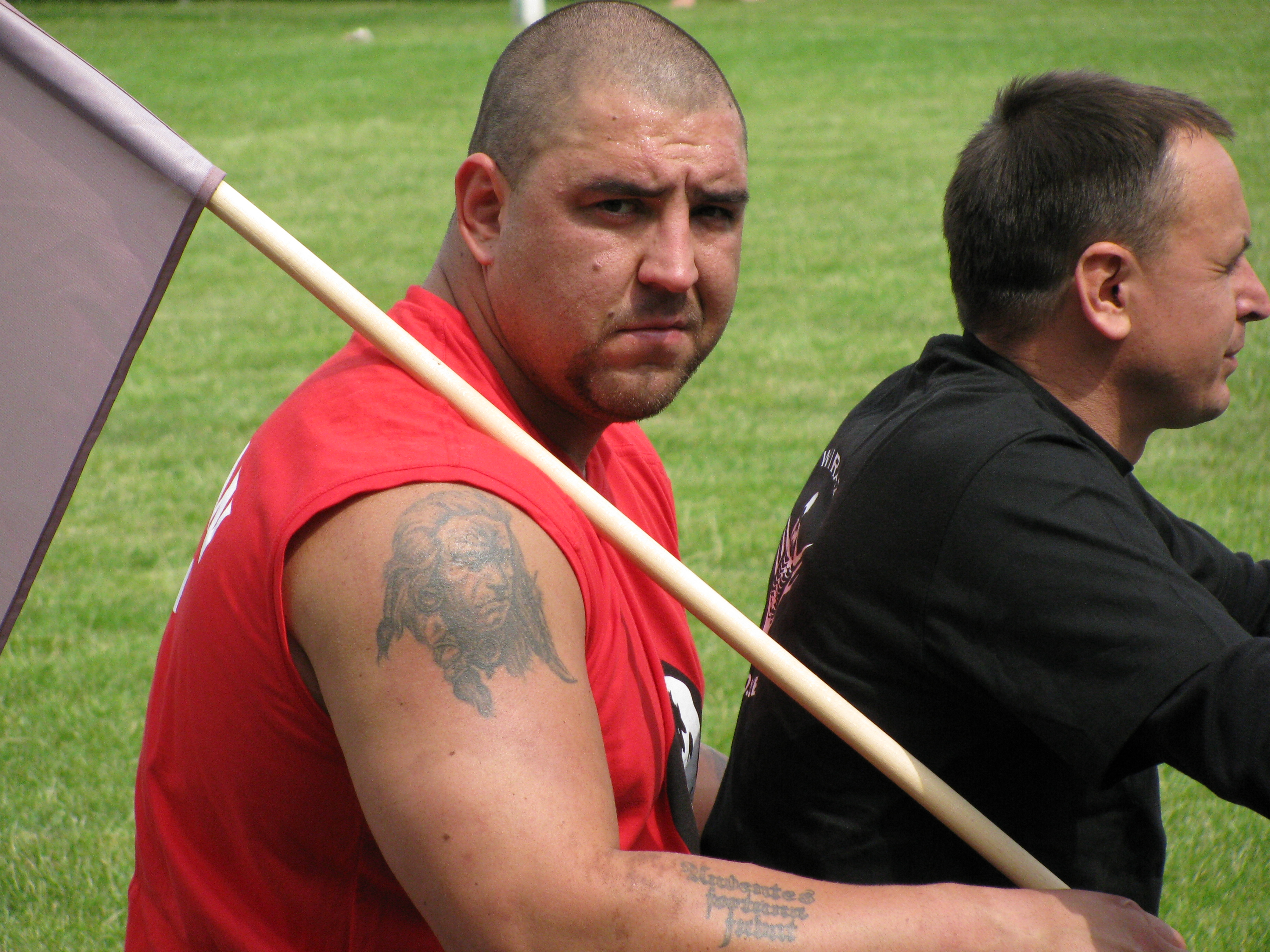
Raivis Vidzis podczas Mistrzostw Europy Strongman 2009

  - 1. miejsce - Mistrzostwa Łotwy Strongman
- 2001
  - 1. miejsce - Mistrzostwa Łotwy Strongman
  - 7. miejsce - Drużynowe Mistrzostwa Świata Par Strongman 2001
- 2002
  - 9. miejsce - Mistrzostwa Europy Strongman 2002
  - 1. miejsce - Mistrzostwa Łotwy Strongman
- 2003
  - 1. miejsce - Mistrzostwa Łotwy Strongman
- 2004
  - 2. miejsce - Puchar Świata Siłaczy 2004: Edmonton
- 2005
  - 4. miejsce - Pierwszy Pojedynek Gigantów, Łódź
  - 1. miejsce - Puchar Świata Siłaczy 2005: Mińsk
  - 4. miejsce - Puchar Świata Siłaczy 2005: Wexford
  - 4. miejsce - Puchar Świata Siłaczy 2005: Yorkshire
  - 3. miejsce - Drużynowe Mistrzostwa Świata Par Strongman 2005
  - 1. miejsce - Puchar Świata Siłaczy 2005: Denver
  - 5. miejsce - Super Seria 2005: Malbork
  - 5. miejsce - Super Seria 2005: Varberg
  - 4. miejsce - Puchar Świata Siłaczy 2005: Bad Häring
  - 1. miejsce - Puchar Świata Siłaczy 2005: Ladysmith
  - 5. miejsce - Mistrzostwa Europy Strongman 2005
  - 5. miejsce - Puchar Świata Siłaczy 2005: Norymberga
  - 1. miejsce - Puchar Świata Siłaczy 2005: Chanty-Mansyjsk

- 2006
  - 5. miejsce - Drugi Pojedynek Gigantów, Łódź
  - 2. miejsce - Puchar Świata Siłaczy 2006: Ryga
  - 5. miejsce - Puchar Świata Siłaczy 2006: Armagh
  - 8. miejsce - Super Seria 2006: Milicz
  - 2. miejsce - Puchar Świata Siłaczy 2006: Mińsk
  - 2. miejsce - Polska kontra Europa
  - 9. miejsce - Mistrzostwa Świata Strongman 2006, Chiny
  - 10. miejsce - Puchar Świata Siłaczy 2006: Wiedeń
  - 6. miejsce - Puchar Świata Siłaczy 2006: Grodzisk Mazowiecki
  - 5. miejsce - Puchar Świata Siłaczy 2006: Podolsk

- 2007

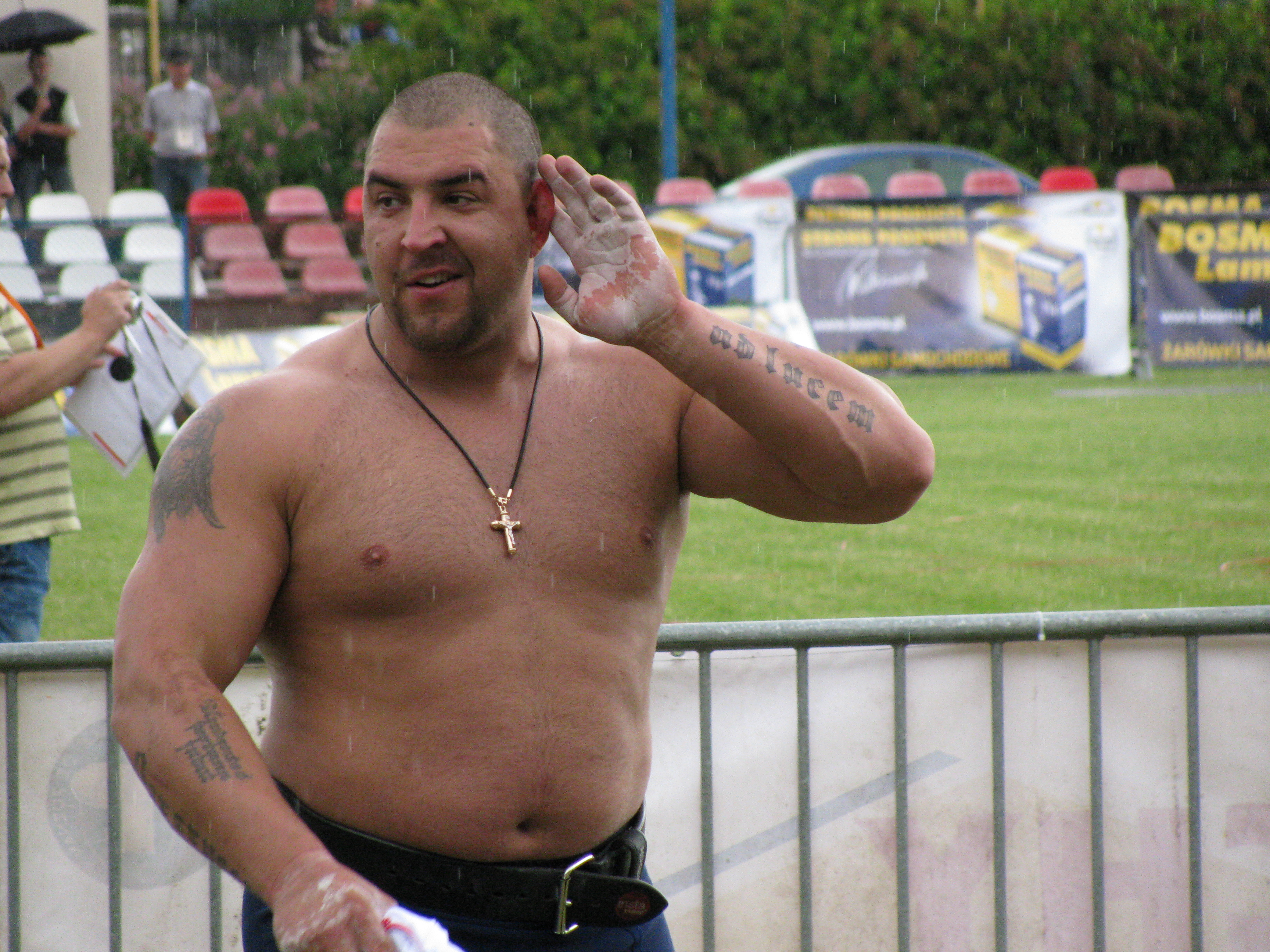
Raivis Vidzis, 2009

  - 6. miejsce - Trzeci Pojedynek Gigantów, Łódź
  - 2. miejsce - Puchar Świata Siłaczy 2007: Ryga
  - 4. miejsce - Mistrzostwa Europy Strongman 2007
  - 6. miejsce - Puchar Świata Siłaczy 2007: Dartford
  - 4. miejsce - WSF Puchar Świata 2007: Chanty-Mansyjsk
- 2008
  - 7. miejsce - Mistrzostwa Europy Strongman 2008
  - 3. miejsce - Grand Prix Polski Strongman 2008
  - 8. miejsce - Super Seria 2008: Lysekil
- 2009
  - 8. miejsce - Mistrzostwa Europy Strongman 2009

## Lista zawodowych walk w MMA
| Wynik   | Bilans | Przeciwnik (bilans przed walką) | Rozstrzygnięcie                | Runda | Czas | Rozgrywki                             | Data       | Miejsce | Uwagi        |
| ------- | ------ | ------------------------------- | ------------------------------ | ----- | ---- | ------------------------------------- | ---------- | ------- | ------------ |
| Wygrana | 2-0    | Julius Zurauskis (0-0)          | Poddanie (duszenie zza pleców) | 1     | 1:56 | WFCA – Fight Arena: Latvia vs. Russia | 13.11.2010 | Ryga    |              |
| Wygrana | 1-0    | Vadim Gridiajev (1-2)           | Poddanie (duszenie zza pleców) | 1     | 1:22 | WFCA – Cage Fight Volume 1            | 22.03.2009 | Ryga    | Debiut w MMA |